# Solanum trinitense
Solanum trinitense är en potatisväxtart som beskrevs av Carlos M. Ochoa. Solanum trinitense ingår i släktet skattor som ingår i familjen potatisväxter. Inga underarter finns listade i Catalogue of Life.